# Melissa Etheridge

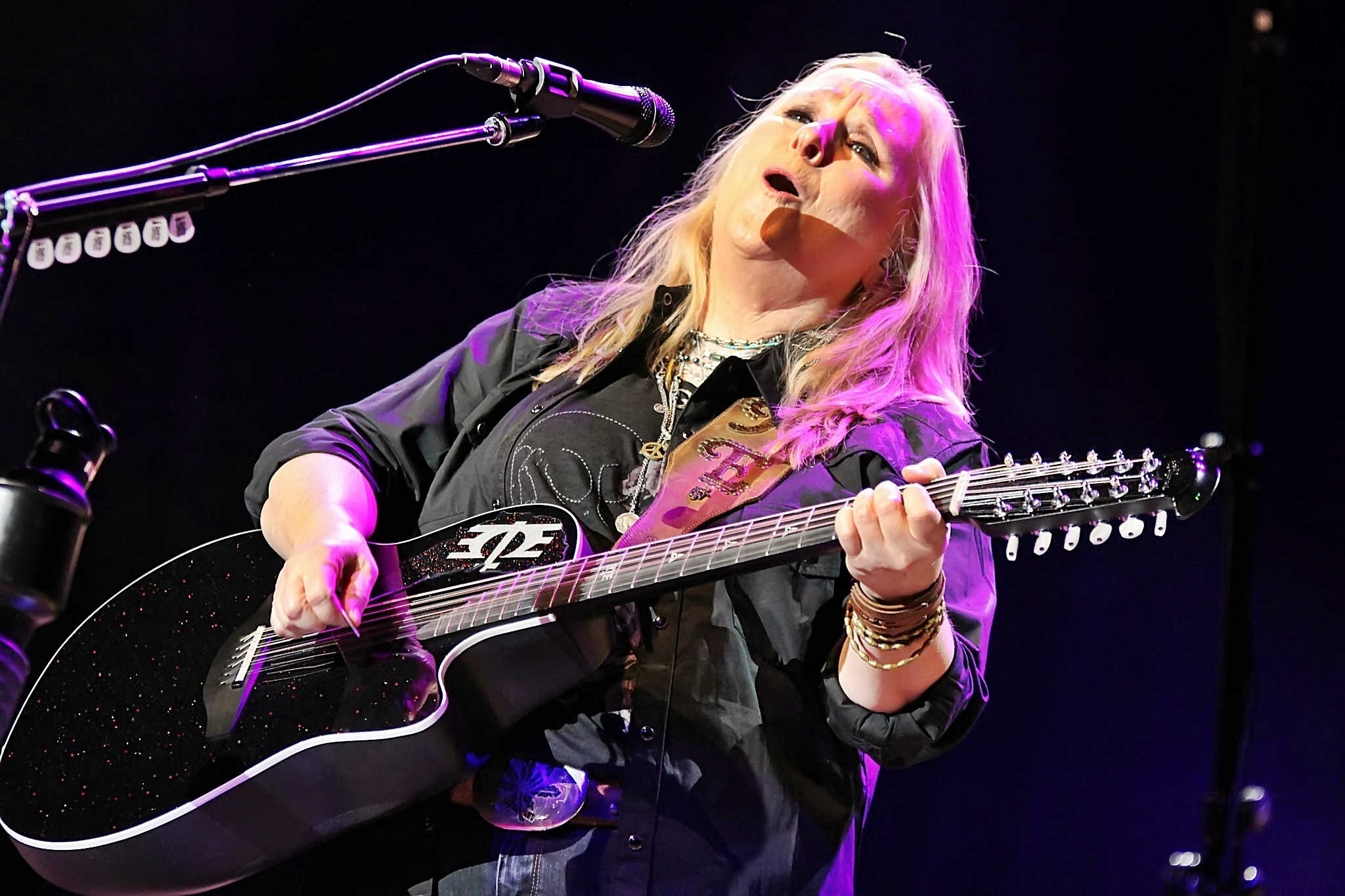
Melissa Etheridge bei einem Konzert in Nürnberg 2022

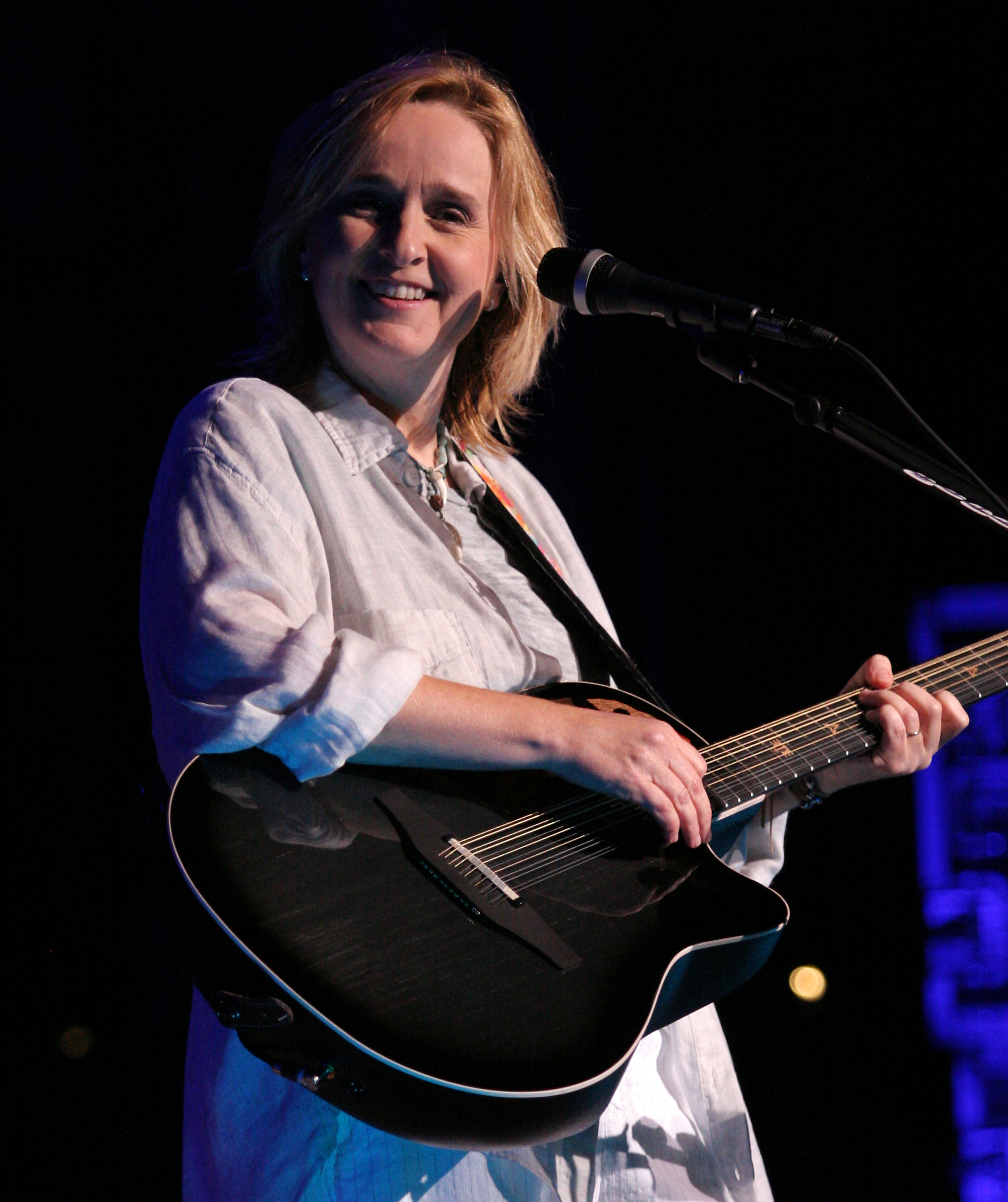
Melissa Etheridge, 2008

Melissa Lou Etheridge (* 29. Mai 1961 in Leavenworth, Kansas) ist eine US-amerikanische Singer-Songwriterin und Rockmusikerin. Sie wurde mit einem Oscar und zwei Grammys ausgezeichnet.

## Leben
Melissa Etheridge wurde 1961 als Tochter einer Computerspezialistin und eines Mathematiklehrers in Kansas geboren. Seit ihrem achten Lebensjahr spielt sie Gitarre und schreibt Lieder, im Alter von 13 Jahren hatte sie ihren ersten Auftritt vor Publikum.
1987 unterschrieb Melissa Etheridge ihren ersten Plattenvertrag bei Island Records, nachdem Labelgründer Chris Blackwell sie in einem kleinen Club in Long Beach in Kalifornien entdeckt hatte. 1988 erschien ihr erstes Album Melissa Etheridge, für dessen Verkaufszahlen sie mehrfach Platin erhielt: „eines der erstaunlichsten Debütalben der 80er“ (All Music Guide). Dies gelang ihr ebenfalls mit den Alben Yes I Am (1994) und Your Little Secret (1996); zudem erhielt sie für zwei weitere Alben Platin und für ein weiteres Gold. 

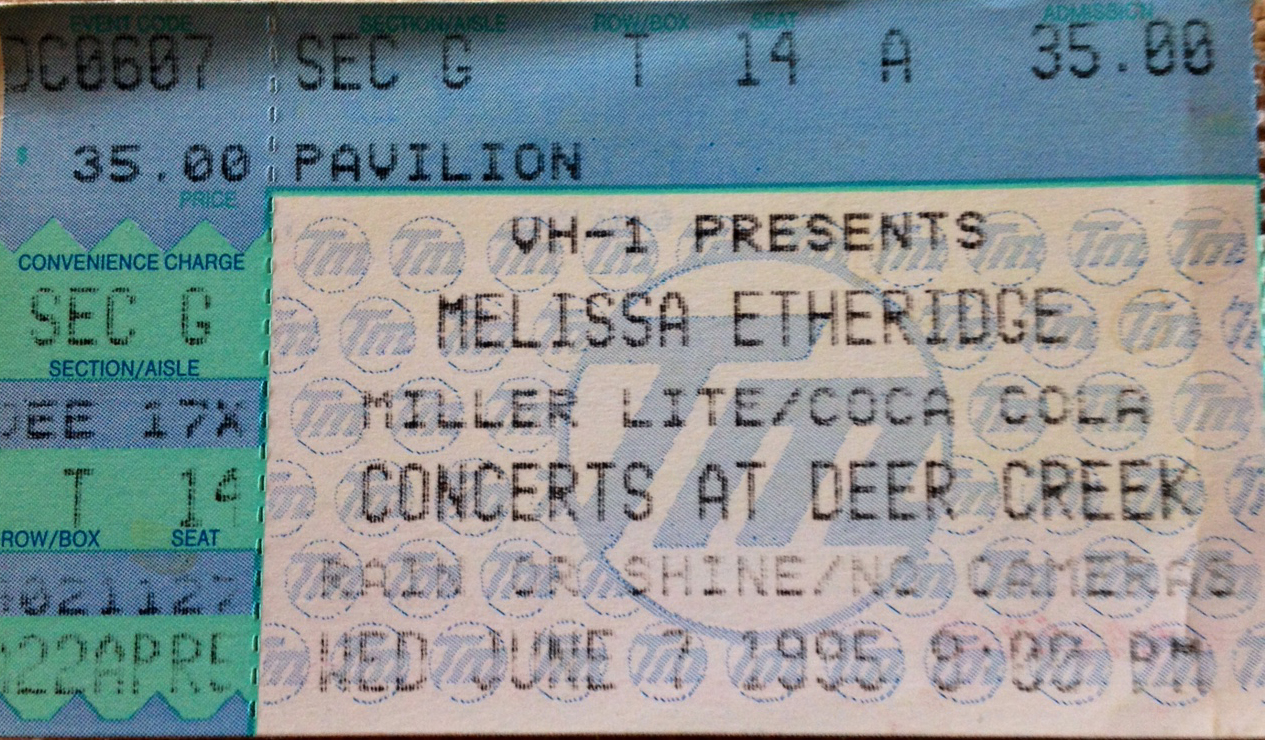
Melissa-Etheridge-Konzertticket, 1995

Melissa Etheridge lebt offen lesbisch, wozu sie sich 1993 öffentlich auf der Vereidigungsfeier von Bill Clinton bekannte. 1997 und 1998 wurde sie gemeinsam mit ihrer langjährigen Freundin Julie Cypher durch Samenspende von David Crosby Mutter zweier Kinder, die Cypher austrug. 2000 trennten sich die beiden und teilen sich seitdem das Sorgerecht. Von 2003 bis 2010 lebte Etheridge mit der Schauspielerin Tammy Lynn Michaels, mit der sie ebenfalls zwei Kinder (* 17. Oktober 2006) hat, in einer eingetragenen Partnerschaft. Seit 2011 ist sie mit der Regisseurin und Produzentin Linda Wallem liiert und seit Juni 2014 verheiratet. Etheridge ist eine bekannte Frauenrechtlerin und LGBT-Unterstützerin. Sie hat mehrfach die Demokratische Partei der USA unterstützt.
Im Oktober 2004 gab Etheridge bekannt, dass sie an Brustkrebs erkrankt sei. Sie unterzog sich erfolgreich mehreren Operationen und einer Chemotherapie und teilte im Frühjahr 2005 mit, dass sie die Krankheit überstanden habe. Im Februar 2005 trat sie bei den Grammy Awards auf, wo sie im Duett mit Joss Stone als Hommage an Janis Joplin deren Titel Piece of My Heart sang. 2007 verarbeitete sie ihre Krebserkrankung im Song Message to Myself.
2006 arbeitete sie an der Musik zum Film Bärenbrüder 2. Sie schrieb und sang die Lieder It Will Be Me und Welcome to this Day. Ebenfalls sang sie Feels Like Home, ein Duett mit Josh Kelley. 2007 erschien Etheridges Album mit dem Titel The Awakening, 2010 folgte Fearless Love. Im Februar 2011 übernahm sie die Rolle des St. Jimmy im Rock-Musical American Idiot am Broadway. 2018 wurde sie in die Academy of Motion Picture Arts and Sciences berufen, die jährlich die Oscars vergibt.

## Auszeichnungen
Sie gewann zweimal den Grammy für ihre Songs Ain’t It Heavy (1992) und Come to My Window (1994), der neben Like the Way I Do und Bring Me Some Water als ihr bekanntester Song gilt.
2007 wurde sie für I Need to Wake Up, das sie für den Al-Gore-Film Eine unbequeme Wahrheit geschrieben hatte, für einen Grammy nominiert und gewann den Oscar für den Besten Song. Im September 2011 erhielt sie einen Stern auf dem Hollywood Walk of Fame in der Kategorie Musikaufnahmen.

## Diskografie
Studioalben

| Jahr | Titel                       | Höchstplatzierung, Gesamtwochen, AuszeichnungChartplatzierungen (Jahr, Titel, Platzierungen, Wochen, Auszeichnungen, Anmerkungen) | Höchstplatzierung, Gesamtwochen, AuszeichnungChartplatzierungen (Jahr, Titel, Platzierungen, Wochen, Auszeichnungen, Anmerkungen) | Höchstplatzierung, Gesamtwochen, AuszeichnungChartplatzierungen (Jahr, Titel, Platzierungen, Wochen, Auszeichnungen, Anmerkungen) | Höchstplatzierung, Gesamtwochen, AuszeichnungChartplatzierungen (Jahr, Titel, Platzierungen, Wochen, Auszeichnungen, Anmerkungen) | Höchstplatzierung, Gesamtwochen, AuszeichnungChartplatzierungen (Jahr, Titel, Platzierungen, Wochen, Auszeichnungen, Anmerkungen) | Anmerkungen |
| Jahr | Titel                       | DE | AT | CH | UK | US | Anmerkungen |
| ---- | --------------------------- | --- | --- | --- | --- | --- | --- |
| 1988 | Melissa Etheridge           | DE36 Gold · (22 Wo.)DE | AT16 Gold · (2 Wo.)AT | — | — | US22 ×2Doppelplatin · (65 Wo.)US                                                                                                  | Erstveröffentlichung: 2. Mai 1988 Produzenten: Melissa Etheridge, Niko Bolas, Craig Krampf, Kevin McCormick                    |
| 1989 | Brave and Crazy             | DE7 (27 Wo.)DE | AT14 (17 Wo.)AT | CH7 (10 Wo.)CH | UK63 (1 Wo.)UK | US22 Platin · (58 Wo.)US | Erstveröffentlichung: 11. September 1989 Produzenten: Melissa Etheridge, Niko Bolas, Kevin McCormick                           |
| 1992 | Never Enough                | DE12 (24 Wo.)DE | AT7 (10 Wo.)AT | CH12 (8 Wo.)CH | UK56 (1 Wo.)UK | US21 Platin · (26 Wo.)US | Erstveröffentlichung: 17. März 1992 Produzenten: Melissa Etheridge, Kevin McCormick                                            |
| 1993 | Yes I Am                    | DE31 (11 Wo.)DE | AT22 (5 Wo.)AT | CH17 (5 Wo.)CH | — | US15 ×6Sechsfachplatin · (138 Wo.)US                                                                                              | Erstveröffentlichung: 21. September 1993 Produzenten: Melissa Etheridge, Hugh Padgham                                          |
| 1995 | Your Little Secret          | DE26 (24 Wo.)DE | AT30 (15 Wo.)AT | CH23 (17 Wo.)CH | UK85 (1 Wo.)UK | US6 ×2Doppelplatin · (41 Wo.)US                                                                                                   | Erstveröffentlichung: 14. November 1995 Produzenten: Melissa Etheridge, Hugh Padgham                                           |
| 1999 | Breakdown                   | DE14 (7 Wo.)DE | AT45 (2 Wo.)AT | CH38 (4 Wo.)CH | — | US12 Gold · (18 Wo.)US | Erstveröffentlichung: 5. Oktober 1999 Produzenten: Melissa Etheridge, John Shanks                                              |
| 2001 | Skin                        | DE10 (8 Wo.)DE | AT35 (4 Wo.)AT | CH65 (5 Wo.)CH | — | US9 (12 Wo.)US | Erstveröffentlichung: 10. Juli 2001 Produzenten: Melissa Etheridge, David N. Cole                                              |
| 2004 | Lucky                       | DE18 (7 Wo.)DE | AT40 (5 Wo.)AT | CH51 (3 Wo.)CH | — | US15 (13 Wo.)US | Erstveröffentlichung: 10. Februar 2004 Produzenten: Melissa Etheridge, David N. Cole, Ross Hogarth, Rick Parashar, John Shanks |
| 2007 | The Awakening               | DE18 (4 Wo.)DE | AT57 (1 Wo.)AT | CH87 (2 Wo.)CH | — | US13 (6 Wo.)US | Erstveröffentlichung: 25. September 2007 Produzenten: Melissa Etheridge, David N. Cole                                         |
| 2008 | A New Thought for Christmas | — | — | — | — | US113 (6 Wo.)US | Erstveröffentlichung: 30. September 2008 Produzenten: Melissa Etheridge, David N. Cole                                         |
| 2010 | Fearless Love               | DE10 (6 Wo.)DE | AT26 (3 Wo.)AT | CH51 (2 Wo.)CH | — | US7 (10 Wo.)US | Erstveröffentlichung: 27. April 2010 Produzenten: Melissa Etheridge, John Shanks                                               |
| 2012 | 4th Street Feeling          | DE25 (3 Wo.)DE | AT50 (1 Wo.)AT | — | — | US18 (4 Wo.)US | Erstveröffentlichung: 4. September 2012 Produzenten: Jacquire King, Steve Booker                                               |
| 2014 | This Is M. E.               | DE41 (2 Wo.)DE | AT61 (1 Wo.)AT | CH96 (1 Wo.)CH | — | US21 (4 Wo.)US | Erstveröffentlichung: 30. September 2014 Produzenten: Jerry Wonda, RoccStar, Jerrod Bettis, Jon Levine, Melissa Etheridge      |
| 2016 | Memphis Rock and Soul       | DE52 (1 Wo.)DE | AT50 (1 Wo.)AT | CH63 (1 Wo.)CH | — | US34 (2 Wo.)US | Erstveröffentlichung: 7. Oktober 2016 Produzent: John Burk, Melissa Etheridge                                                  |
| 2019 | The Medicine Show           | DE29 (2 Wo.)DE | AT74 (1 Wo.)AT | CH44 (1 Wo.)CH | — | US95 (1 Wo.)US | Erstveröffentlichung: 12. April 2019                                                                                           |
| 2021 | One Way Out                 | DE30 (1 Wo.)DE | AT59 (1 Wo.)AT | CH31 (1 Wo.)CH | — | — | Erstveröffentlichung: 17. September 2021                                                                                       |